# 難波千日前
難波千日前（なんばせんにちまえ）は、大阪市中央区の町名。丁番を持たない単独町名である。

## 地理

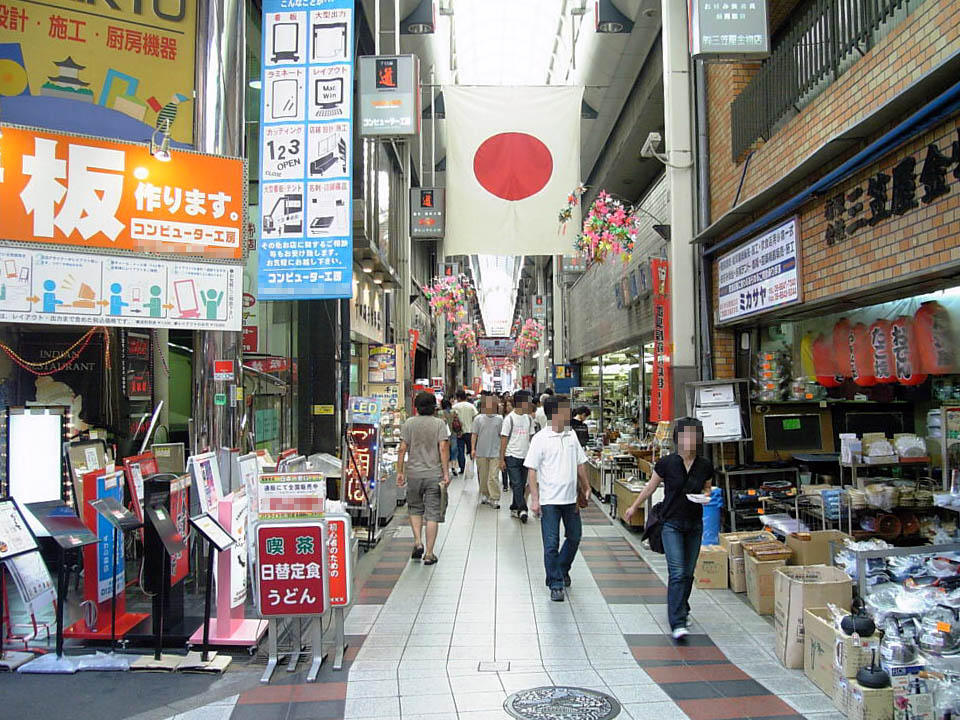
千日前道具屋筋商店街

難波千日前は大阪市中央区西南部に当たり、西南の南海難波駅（難波5丁目）、西北の大阪難波駅（難波4丁目）、東北の近鉄日本橋駅（日本橋1丁目）に囲まれた市街地。
千日前通（大阪府道702号）の南側、なんさん通りの北側に当たり、地域東側の境界を越えた日本橋2丁目に堺筋（大阪府道102号恵美須南森町線）が南北に走る。北西で難波、北で千日前、東で日本橋、南西で浪速区難波中と接する。

## 歴史
1982年（昭和57年）、河原町1-2丁目の一部および難波新地1-6番町の各一部から南区の町として成立した。1989年（平成元年）2月13日、南区が東区と合併、中央区が立てられたことに伴い、中央区難波千日前となった。

## 施設
- 吉本興業グループ
  - なんばグランド花月
  - 吉本興業ホールディングス
    - 吉本興業大阪本社（登記上本店）

  - NMB48劇場
  - 大阪府立上方演芸資料館
- 千日前道具屋筋商店街
- エフエムちゅうおう
- ビックカメラなんば店
- エディオンなんば本店

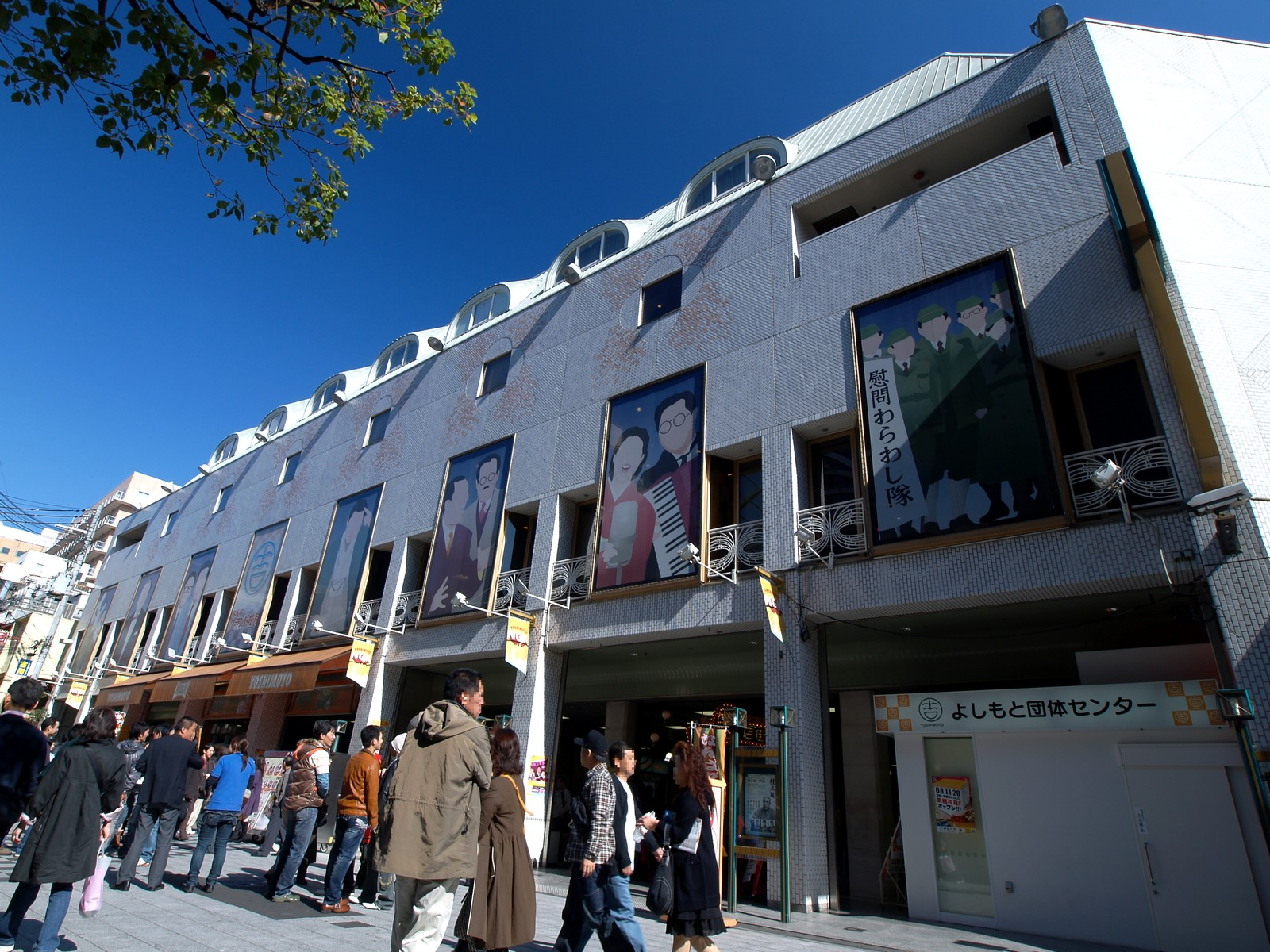
なんばグランド花月

- U2 unusual underground

## 世帯数と人口
2023年（令和5年）5月13日現在の世帯数と人口は以下の通りである。
| 町丁       | 世帯数  | 人口  |
| ---------- | ------- | ----- |
| 難波千日前 | 381世帯 | 558人 |

### 人口の変遷
国勢調査による人口の推移。
| 1995年（平成7年）  | 744人 | [ 6 ]  |  |
| 2000年（平成12年） | 591人 | [ 7 ]  |  |
| 2005年（平成17年） | 536人 | [ 8 ]  |  |
| 2010年（平成22年） | 676人 | [ 9 ]  |  |
| 2015年（平成27年） | 612人 | [ 10 ] |  |

### 世帯数の変遷
国勢調査による世帯数の推移。
| 1995年（平成7年）  | 316世帯 | [ 6 ]  |  |
| 2000年（平成12年） | 285世帯 | [ 7 ]  |  |
| 2005年（平成17年） | 297世帯 | [ 8 ]  |  |
| 2010年（平成22年） | 407世帯 | [ 9 ]  |  |
| 2015年（平成27年） | 388世帯 | [ 10 ] |  |

## 事業所
2023年（令和5年）5月13日現在の経済センサス調査による事業所数と従業員数は以下の通りである。
| 町丁       | 事業所数  | 従業員数 |
| ---------- | --------- | -------- |
| 難波千日前 | 400事業所 | 4,284人  |

## 交通

### 鉄道
- 大阪市高速電気軌道 - なんば駅（西南部がわずかに当地内になる）

### 道路
- なんさん通り

### バス
当地内にバス停留所はない。最も近い停留所としては、西側の難波駅付近に大阪シティバスの「難波」停留所がある。

## その他

### 日本郵便
- 〒542-0075[3]（集配局：大阪南郵便局[12]）